# Slaget vid Northampton
Slaget vid Northampton, som ägde rum 10 juli 1460, var ett slag som utspelade sig under Rosornas krig.
Yorkisterna  verkade besegrade efter den föregående förlusten vid Ludford Bridge. Vissa av de yorkistiska härförarna, Warwick, Salisbury och Edvard nådde Calais 2 november 1459, där Warwick fann sin farbror Lord Fauconberg. Under tiden drog sig York och Edmund, earl av Rutland tillbaka till säkerhet i Irland.  
På engelsk mark var lancastrarna snabba att dra nytta av att yorkisterna flykt; Sir James Butler, earl av Wiltshire utsågs till Lieutenant of Ireland och Henrik Beaufort, hertig av Somerset blev Captain of Calais. Ingen av dem lyckades dock inta sina poster eftersom irländarna vägrade att avsätta York och Calais stadsportar stod stängda inför sin nya 'Captain'. Lancastrarna gav Somerset en armé för att storma Calais med, men först måste de ta sig över kanalen så en flotta började byggas i  Sandwich i Kent.
Så snart skeppen hade blivit färdiga, gjorde Warwick en räd till Sandwich och stal dem. I maj åkte Warwick åter över kanalen och förstörde den nya flotta som höll på att byggas där. Warwick lämnade sin farbror och en liten yorkistisk styrka som brohuvud i Sandwich, för sin planerade invasion av England. 26 juni landsteg Warwick, Salisbury, och tvåtusen beväpnade män i Sandwich. Under tiden var både kungen och drottningen stationerade i Coventry med en liten armé. Warwick intog London 2 juli med en armé och anhängare omkring 20 000 och 30 000 man stark.
De kungliga styrkorna byggde upp en försvarsposition i Northampton, med floden Nene i ryggen och ett vattenfyllt dike med pålar i framför sig. Den försvarande armén var omkring 10 000 - 15 000 man stark.    
Warwick närmade sig och sände en delegat för att förhandla med kungen å hans vägnar. Den lancastriske befälhavaren, hertigen av Buckingham, svarade dock "earlen av Warwick skall inte visa sig i kungens åsyn och om han gör det, kommer han att dö". Under framryckningen nekades han att träffa kungen ytterligare två gånger. Då han var framme skickade han meddelandet "Klockan två ska jag tala med kungen eller dö". Han nekades åter.
Klockan två drog sig yorkisterna framåt. Männen bildade en kolonn, men med det kraftiga regnet i ansiktet hindrades de. Då de närmade sig lancastrarna, möttes Warwick av intensiv skur av pilar, men som tur var för dem, gjorde regnet att den lancastriska kanonsamlingen var ganska oanvändbar. 
Då Warwick nådde den lancastriska högra flanken fick han hjälp av Lord Grey, som förrådde lancastrarna och sa åt sina män att lägga ned vapnen och gav yorkisterna tillträde till lägret bortom dem. Detta var ett ödesdigert slag mot de kungalojala lancastrarna; efter detta varade slaget bara omkring trettio minuter till. Försvararna, som inte kunde manövrera inom fortifikationen, flydde fältet då deras försvarslinje "rullades upp" av attackerande yorkister.  
Hertigen av Buckingham, earlen av Shrewbury och lorderna Egremont och Beaumont dog alla då de försökte rädda Henrik från yorkister som närmade sig hans tält. Tre hundra lancastrare dödades i slaget och kungen tillfångatogs och blev åter en marionett i yorkisternas händer. 